# نوربرت روتغين
نوربرت روتغين (بالألمانية: Norbert Röttgen)‏ (مواليد 2 تموز 1965) سياسي ألماني في حزب الاتحاد الديمقراطي المسيحي. وكان الوزير الاتحادي للبيئة، حماية الطبيعة والسلامة النووية من 2009 إلى 2012.

## روابط خارجية
- نوربرت روتغين على موقع IMDb (الإنجليزية)
- نوربرت روتغين على موقع مونزينجر (الألمانية)
- نوربرت روتغين على موقع قاعدة بيانات الفيلم (الإنجليزية)

- الموقع الرسمي للدكتور نوربرت روتغين (بالألمانية)

- الموقع الرسمي للبرلمان الألماني (بالألمانية)

```
- 
(بالإنجليزية)
 - 
(بالفرنسية)
```

- الموقع الرسمي للوزارة الاتحادية للبيئة، حماية الطبيعة والسلامة النووية (بالألمانية)

```
- 
(بالإنجليزية)
```

- نوربرت روتغين في فهرس مكتبة ألمانيا الوطنية
- تنمية مستدامة